# Johannes Ludwig
Johannes Ludwig (né le 14 février 1986 à Suhl, en Thuringe) est un lugeur allemand. Il débute en Coupe du monde en 2006, et monte sur son premier podium deux ans plus tard à Winterberg. Lors des mondiaux 2013, il glane sa première médaille mondiale, en bronze derrière ses compatriotes Felix Loch et Andi Langenhan.

## Palmarès

### Jeux olympiques d'hiver
- médaille d'or en individuelle en 2022.
- médaille d'or par équipes en 2018.
- médaille d'or par équipes en 2022.
- médaille de bronze en individuelle en 2018.

### Championnats du monde
- médaille d'or par équipes en 2017.
- médaille d'or par équipes en 2020.
- médaille de bronze en individuelle en 2013.

### Coupe du monde
- 1 gros globe de cristal en simple : 2022.
- 1 petit globe de cristal en simple : 
  - Vainqueur du classement classique en  2022.
- 34 podiums individuels : 
  - en simple : 10 victoires, 9 deuxièmes places et 11 troisièmes places.
  - en sprint : 1 deuxième place et 3 troisièmes places.
- 6 podiums en relais : 3 victoires et 3 deuxièmes places.

#### Détails des victoires en Coupe du monde
| Édition   | Piste                                | Total |
| 2016-2017 | Winterberg                           | 1     |
| 2018-2019 | Igls Sigulda                         | 2     |
| 2019-2020 | Oberhof Winterberg                   | 2     |
| 2021-2022 | Pékin Sotchi Igls Winterberg Oberhof | 5     |

### Championnats d'Europe
- médaille d'argent du simple en 2014 à Sigulda.
- médaille de bronze du simple en 2013 à Oberhof.
- médaille d'argent par équipes en 2019 à Oberhof et 2022 à Saint-Moritz.
- médaille de bronze par équipes en 2010 à Sigulda.